# 哈利·波特的魔法世界 (奧蘭多環球影城)
哈利波特的魔法世界（英語：The Wizarding World of Harry Potter）位於佛羅里達州的奧蘭多環球影城度假村。該影城由三個主題樂園組成，分別是冒險島樂園、佛羅里達環球影城及環球史詩宇宙。該設施是以J.K.罗琳所創作的哈利波特系列作品（小說及電影）為主題所建造的主題樂園，由環球創意經華納兄弟獨家授權建造。
第一階段是2007年5月31日奧蘭多冒險樂園對外公開宣佈即將建造哈利波特的魔法世界，經過兩年半，終於于2010年6月18日正式開園迎客。該園區的金字招牌是通過構建還原了霍格華茲魔法與巫術學院的“哈利波特與禁忌之旅”。該旅程將帶領遊客穿越哈利波特的魔法世界。其他著名景點還包括“龍的挑戰”，一對倒向過山車，乘鷹頭馬身獸飛行以及家庭過山車等。活米村（霍格莫德村）里有許許多多的禮品商店和小說里所出現的餐廳，例如“德維與班吉”、“蜂蜜公爵糖果店”、“奧利凡德魔杖店”、“佐科搞怪商店”（包含蜂蜜公爵糖果店），“三把掃帚”和“豬頭酒吧”。
第二階段是環球影城于2011年12月6日正式宣佈將對原哈利波特的魔法世界進行大規模擴建。2013年5月8日，環球影城發表官方聲明表示第二階段最主要工程是建造原版尺寸的霍格華茲特快列車，用於在哈利波特的魔法世界園區與其相鄰的佛羅里達環球影城園區間穿梭。該階段的招牌景點是“哈利波特與逃出古靈閣”（哈利波特小說和電影中所出現的巫師銀行），這是一個以古靈閣為背景的3D模擬器黑暗列車。該列車的設計與變形金剛和蜘蛛俠中的列車相似，但是建在過山車的軌道上。其餘景點大以倫敦周圍及斜角巷為主題。斜角巷于2014年7月8日正式對外開放。

## 背景

### 之前建造嘗試
2003年時曾有謠言傳說哈利波特主題公園將在環球影城或是迪士尼樂園中建造，然而，哈利波特系列所有權公司，華納兄弟出面否認了此謠言。2001年，華納時代曾在位於黄金海岸 (澳大利亚)的華納兄弟電影世界內嘗試搭建并使用了哈利波特電影中的相關魔法設施，復原了前兩部電影中的多處地點，兩年后，該嘗試被叫停，所有設施均被移除。

### 謠言與官方公告
2007年1月，about.com報道了一篇來自“高度可信渠道”的謠言聲稱即將在冒險島樂園的“迷失的大陸”園區建造“最受歡迎的兒童文學中所出現的角色與場景”。 在接下來的幾天里，其他媒體渠道紛紛更新相關非官方報道稱該園區建造計劃將包括哈利波特系列，并透漏出受該項目即將引用的KUKA機器人手臂系統啟發，該項目的名字將定為“強壯手臂項目”。 尼基芬克在4月的The Scotsman雜誌中報道到她已得到關於建設哈利波特主題樂園的確切消息, 并後續附上了一則相關故事報道， 在不久之後，她的這兩篇報道均被其他媒體大肆轉載。在2007年5月31日，環球影城（華納兄弟公司合作夥伴）正式發表官方聲明宣佈他們即將還原建造個足有20英畝的哈利波特世界，包括霍格華茲、禁忌森林、活米村等，并計劃在2009年對外開放。

### 第一階段：冒險島

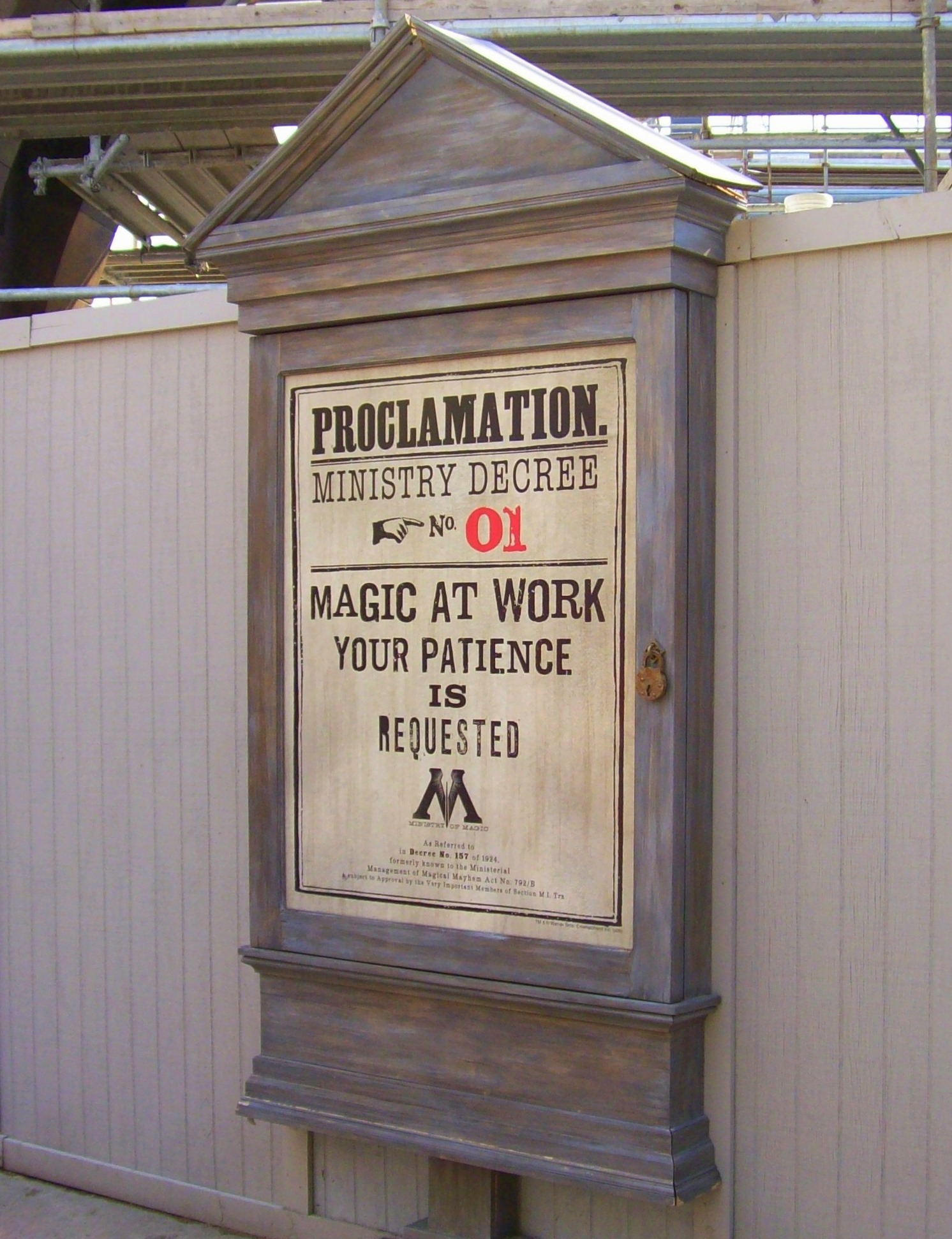
主題告示牌在兩年建造時間里一直被掛在魔法世界周圍

在2008年1月，即環球影院發表官方聲明的7個月之後，哈利波特的魔法世界正式開始投入建設。到6月，“飛翔的獨角獸”和“魔法橡樹酒館”被關閉。而後用了近兩年的時間，“飛翔的獨角獸”被改造成“鷹頭馬身獸的飛行”，而“魔法橡樹酒館”則被拆除。當時，為了避免遊客受到建築工地的影響，環球影城在失樂園園區和侏儸紀公園園區之間搭建了一座橋。之後，霍格華茲城堡也慢慢成型。至2008年12月，為了給建造活米村挪場地，“龍之決鬥”的入口被移到了“侏羅紀公園”，一個月后，舊的入口被拆除。到2009年12月，霍格華茲城堡的頂部也已經完成建設。在12月15日，環球影院發佈了新公告告訴大家哈利波特的魔法世界都包括有哪些項目。在2010年初，環球影院為擴大魔法世界的市場影響力，加強了在新聞報道、媒體廣告、告示欄以及電視廣告等的宣傳力度。為進行修護需要，關閉了“龍之決鬥”，并在之後將其改建為“龍的挑戰”。 整個魔法世界的建造于2010年6月1日完成，并開始了試營業時期。
2010年5月28日，魔法世界向媒體及預訂遊客開放進行了試營業并于2010年6月16日和18日舉辦了兩場開幕典禮。哈利波特系列書籍的作者J.K.羅琳以及哈利波特系列電影的主要演員們，包括丹尼爾·雷德克里夫、魯伯特·葛林特、艾瑪·華森、麥克·詹邦、 大衛•萊斯、汤姆·费尔顿、馬修·路易斯、詹姆斯和奥利弗·菲力普斯、邦尼·怀特，奧蘭多環球影城的工作人員以及媒體代表們一起出席了6月16日盛大的哈利波特的魔法世界開幕儀式。該儀式是由奧蘭多環球影城與星克威爾創意小組聯合策劃舉辦， 包括煙火表演以及由哈利波特系列電影原聲作曲家約翰·威廉斯所指導的奧蘭多交響樂隊的精彩演出。而6月18號的第二場開幕典禮則是正式將哈利波特與魔法世界向大眾開放。NBC的今天 (NBC) 和氣象頻道當日在園區里直播了整個開幕儀式。

### 第二階段：佛羅里達環球影城
哈利波特的魔法世界的開幕使2010年冒險島園區遊客的數量同比增長了36%。據奧蘭多哨報記者詹森•加西亞報道，這大幅的遊客增長使環球影城的高管們開始考慮“該何時再擴建哈利波特的魔法世界及如何保持冒險島樂園與佛羅里達環球影城營業額的平衡”。2011年4月，洛杉磯時報的布雷迪•麥克唐納預測哈利波特的魔法世界將進一步擴建如斜角巷、古靈閣黑暗列車等遊玩項目，并以此取代當時冒險島樂園的“迷失的大陸”園區。

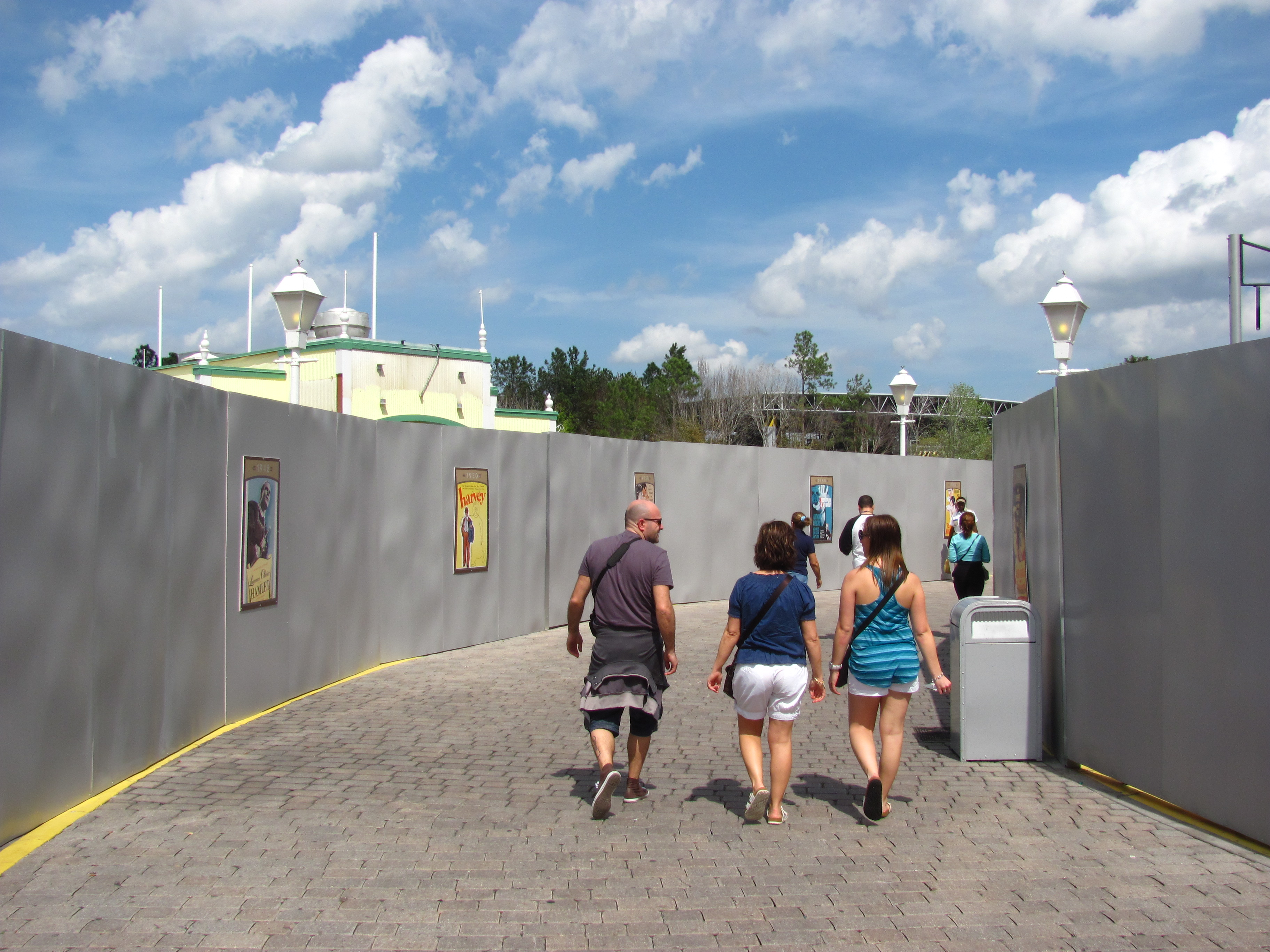
2012年3月被拆除的大白鯊之旅及其周邊建築

2011年12月6號，環球影城主題樂園及度假村宣佈即將對哈利波特的魔法世界進行擴建。此次擴建被工作人員們稱為是“意義重大”的，但在當時，他們拒絕透漏更多詳細信息。然而，就在此次官方聲明的4天前，佛羅里達環球影城剛宣佈了他們將與2012年1月2日關閉大白鯊樂園園區及其周邊景點。2012年1月25日，洛杉磯時報聲明前大白鯊樂園園區將改造成為哈利波特的魔法世界園區的一部分，一輛穿梭行駛與兩個園區的復刻版霍格華茲特快車將取代之前該園區內的遊玩設備。大白鯊樂園及其周圍景點的拆除幾乎是在宣佈其關閉決定后便立即開始執行。在推平該區域后，鹽水湖的填平開墾工作及一系列展演建築便開始投入建設。
關於哈利波特的魔法世界擴建的更多信息在2013年5月8號得到了發佈，而行政人員也承認了此次擴建的重點是放在與奧蘭多毗鄰的佛羅里達環球影城，將在該區域內搭建以對角巷和倫敦為主題的遊樂設施。之前盛傳的搭建鏈接兩個園區的霍格華茲特快列車的謠言也得到了確認證實且行政人員宣佈將于2014年對外公開此次擴建部分。
2014年1月23號，環球影院的行政官員正式對外宣佈到此次擴建的招牌項目的名字是“哈利波特與逃出古靈閣”，并表明搭建霍格華茲特快列車鏈接佛羅里達環球影城與現有的哈利波特的魔法世界所在的冒險島樂園園區的必要性。
在2014年6月17日所舉辦的私人發佈會上，環球影院官方人員正式宣佈了對角巷階段擴建項目將在2014年7月8日對外開放。2014年6月18日，一眾哈利波特系列電影明星，包括多姆納爾·格里森、邦尼·怀特、依凡娜·林奇、馬修·路易斯、詹姆斯和奥利弗·菲力普斯、汤姆·费尔顿、罗比·科特瑞恩、沃维克•戴维斯、海伦娜•伯翰•卡特出席了對角巷紅毯儀式。當天晚上，奧蘭多環球影城主席比爾•大衛斯公佈了新的對角巷系列照片并宣佈對角巷園區的正式對外開放日期。國王十字火車站和位於冒險島樂園的霍格華茲特快活米村站將于2014年7月1日正式開放, 而對角巷園區將于7月3日開始它的試營業時期，于7月8日正式對外開放。

## 列車
哈利波特的魔法世界里一共有5輛列車，其中的3輛是于2010年在第一階段中投入使用，其餘2輛是于2014年在第二階段中對外開放。

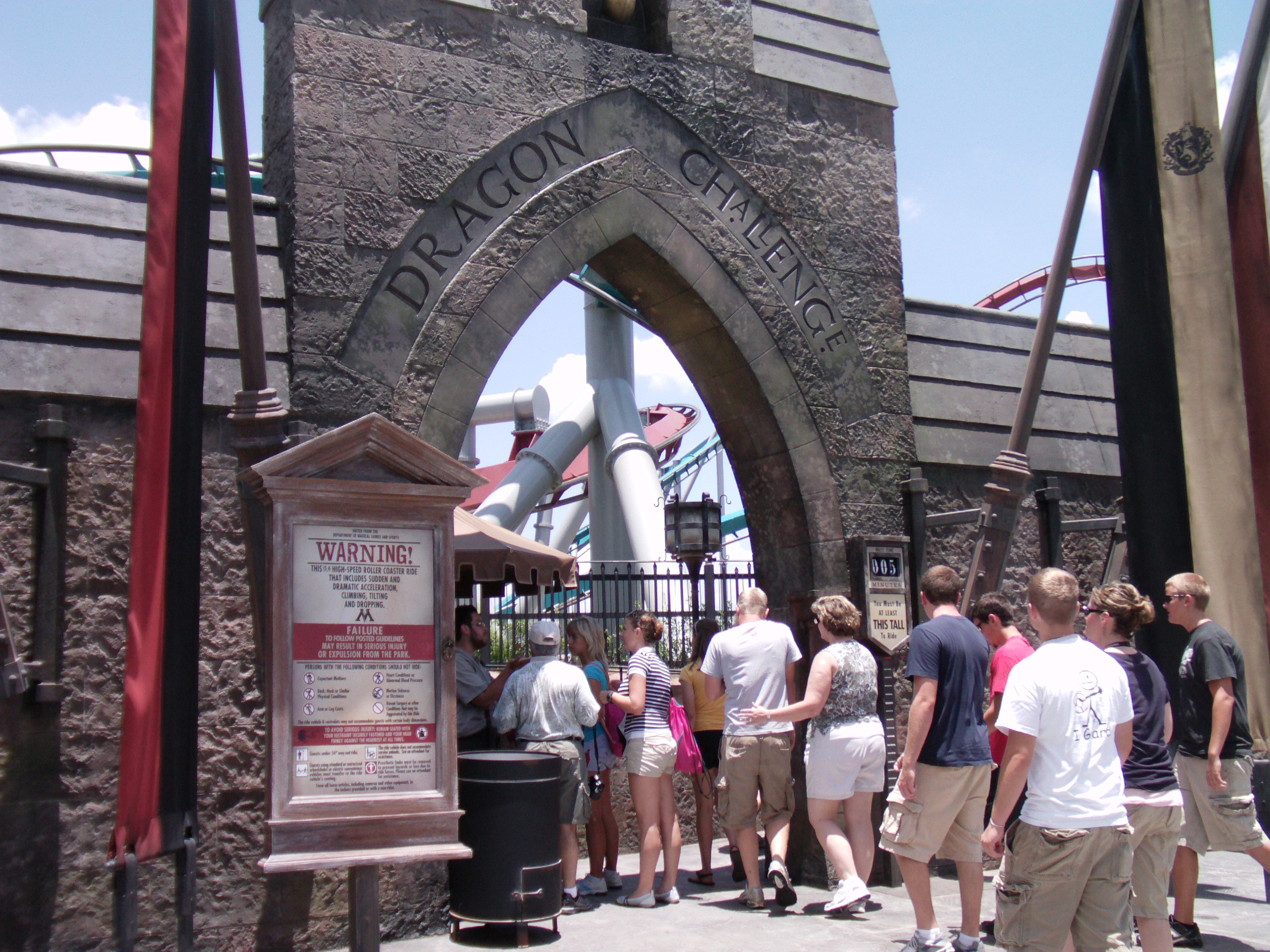
“龍的挑戰”入口

“龍的挑戰”實際上是個過山車，其特點是它是由兩條單獨的車軌交叉重合建造而成。該過山車裝置最初投入使用是在1999年，當時的名字是“龍之決鬥”。該過山車完全保留了它之前的裝置系統，只是重新進行了裝修。為了向書中“三強爭霸賽”的第一項挑戰致敬，即在《哈利·波特与火焰杯》第20章中，哈利與其他參賽者需要獨自面對一條巨龍，建造方決定將該裝置改名為“龍的挑戰”。 過山車的兩條車軌也被分別改名為“匈牙利樹峰龍”和“中國火球龍”， 它們也在書中均有出現。這也是世界上唯一的反向追逐的過山車裝置。人們在排隊等候坐車時將看到許多哈利波特系列紀念物，包括火焰杯和三強爭霸賽冠軍杯。另外，在登山前往過山車的途中，人們將會看到在第二部電影中所出現的會飛的魔法汽車以及海格的小屋。

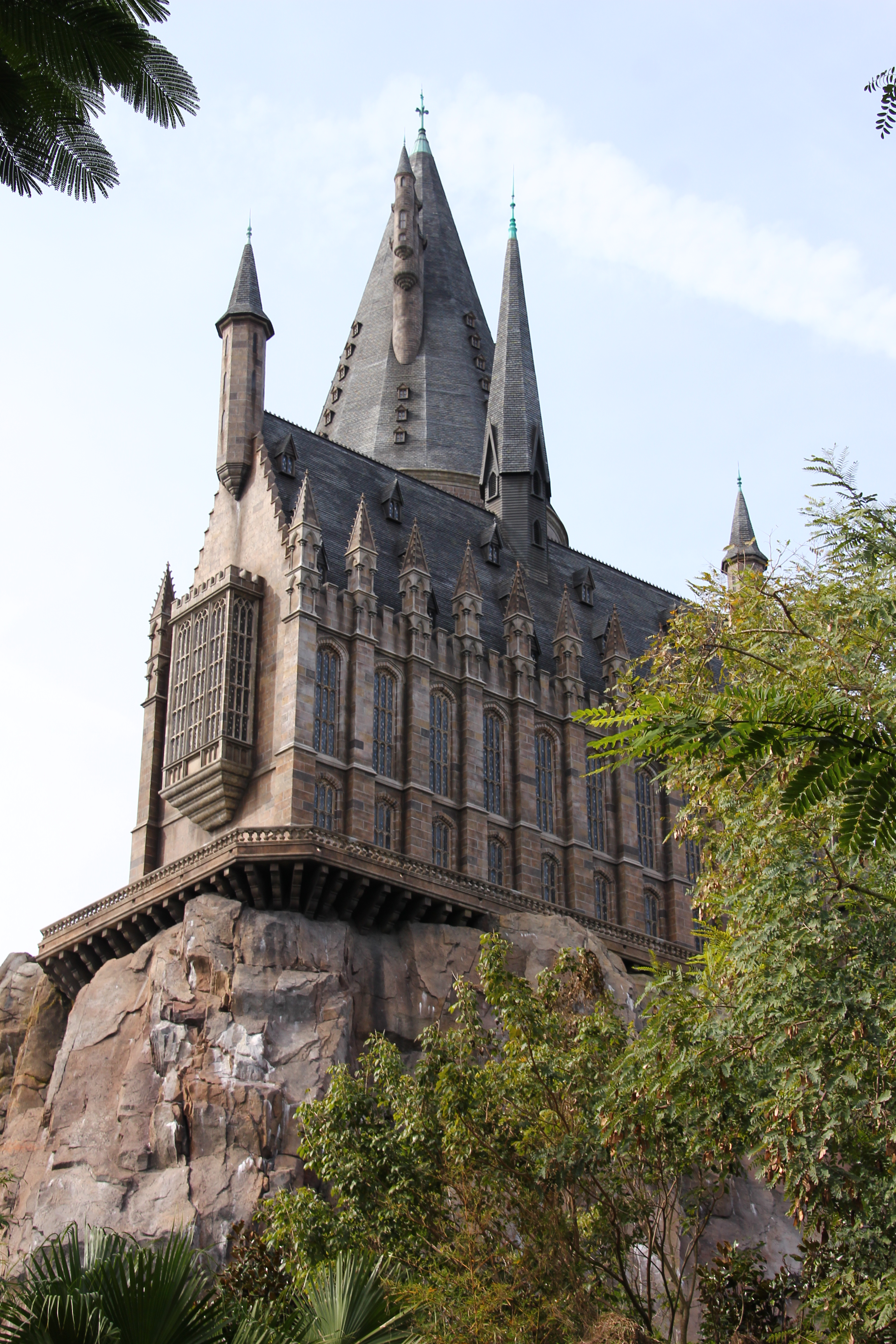
“哈利波特與禁忌之旅”外部

“哈利波特與禁忌之旅”是位於霍格華茲城堡內的新景點，是一個穿越城堡及其周邊地區的模擬旅程。遊客一開始會步行穿越城堡，與哈利波特系列中的不同角色進行互動， 包括鄧布利多的演講、哈利、赫敏和羅恩的指路等。之後登上靠機器手臂控制的“魔法長凳”，開始“禁忌之旅”。整個列車旅程會帶遊客遊覽城堡外部，通過結合使用模擬飛行與真實電子動畫模擬，遊客會看到并感受到打人柳、一大群攝魂怪、巨大的蜘蛛、匈牙利樹峰龍，甚至可以來一局魁地奇比賽。
“鷹頭馬身獸的飛行”是為家庭設計的鋼製過山車，與“哈利波特與禁忌之旅”毗鄰。該裝置在2000年以“飛翔的獨角獸”的名字對外開放。與“龍的挑戰”相似，該過山車裝置也是在哈利波特的魔法世界開園前重新進行了主題裝修。此處景點的背景故事是霍格沃茲的魔法生物教授海格，在教授年輕巫師如何騎乘鷹頭馬身獸飛行（就如哈利波特在《哈利波特與阿茲卡班的囚徒》中所做的那樣）。在去上這堂由海格教授的如何正確駕馭鷹頭馬身獸課程的路上，遊客還會經過電影中海格的小屋的複製品。

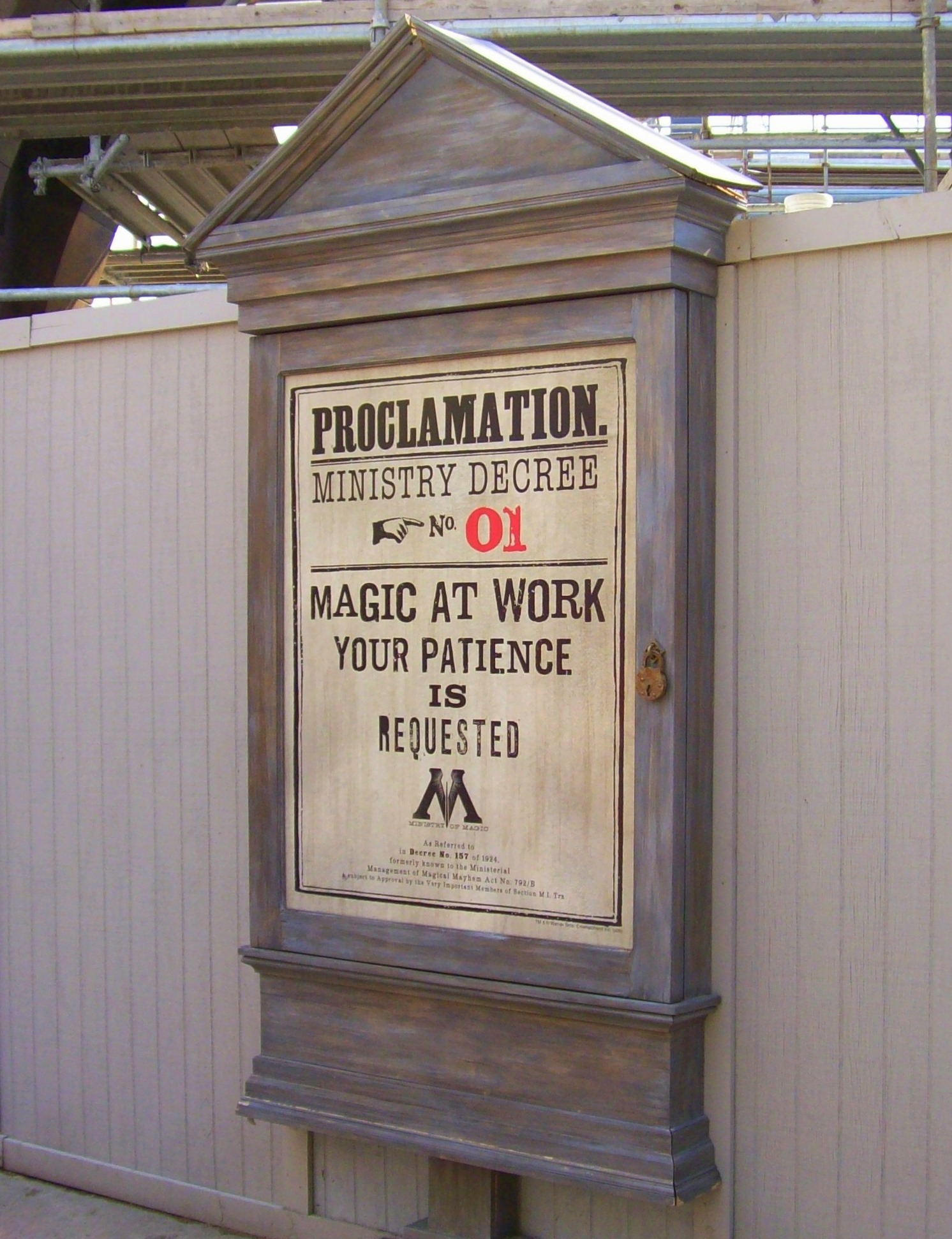
主題告示牌在兩年建造時間里一直被掛在魔法世界周圍

對角巷的招牌景點是“哈利波特與逃出古靈閣”，這是一個以書中位於對角巷內的巫師銀行，古靈閣靈位為背景的3D的鋼製暗黑過山車裝置。遊客們進入銀行后便到達等候大廳，伯格會在哪裡等候迎接他們并將指引他們前往地下保險地窖并開設一個銀行賬號。與“哈利波特與禁忌之旅”所不同的是，此段過山車是由出現在《哈利波特與死亡聖器》中所出現的多姆納爾•格里森主演的比爾•韋斯莱所主持開車。
對角巷擴建項目包括由多貝瑪亞加拉文塔組織搭建的一個完全尺寸功能齊全的軌道纜車運輸系統，暨霍格沃茲特快列車，用於連接環球影城的國王十字車站和冒險島樂園的活米村車站。 霍格沃茲特快國王十字車站以第九和第十站台間的那道墻為特點，遊客可以像第一部哈利波特電影中所出現的那樣，穿過那道墻到達9¾站台。

## 餐飲、購物及其他景點

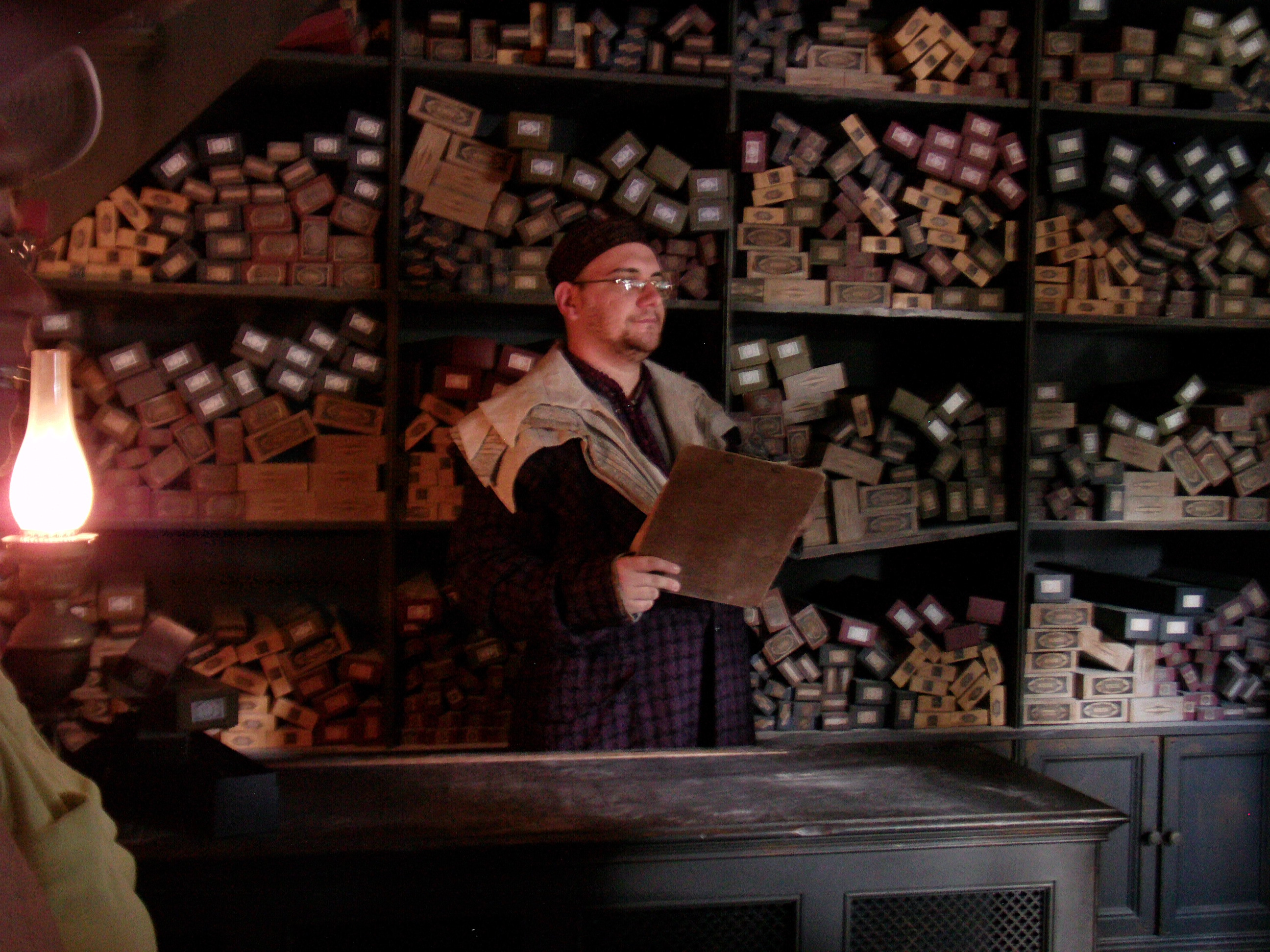
“奧利凡德魔杖店”內

哈利波特的魔法世界的開幕使2010年冒險島園區遊客的數量同比增長了36%。據奧蘭多哨報記者詹森•加西亞報道，這大幅的遊客增長使環球影城的高管們開始考慮“該何時再擴建哈利波特的魔法世界及如何保持冒險島樂園與佛羅里達環球影城營業額的平衡”。2011年4月，洛杉磯時報的布雷迪•麥克唐納預測哈利波特的魔法世界將進一步擴建如斜角巷、古靈閣黑暗列車等遊玩項目，并以此取代當時冒險島樂園的“迷失的大陸”園區。
在書中，“奧利凡德魔杖店”，既哈利波特買他的第一根魔杖的地方，是位於對角巷，而非活米村，然而，在哈利波特的魔法世界里，該魔杖店卻在這兩個地點都有設店。活米村內也建了一個類似于奧利凡德魔杖店的店面，并將其定義為原魔杖店的分店。與其他哈利波特的魔法世界中的店面不同的是，在這個魔杖店里，遊客將會20人分為一組，體驗哈利波特系列中的“魔杖選擇巫師”的場景。如第一部電影中所出現的，魔杖持有者與被選中的遊客將會在許多魔杖中進行測試，直到找到那隻最適合的正確的魔杖。使用錯誤魔杖時所產生的特效效果包括使花朵枯萎或者在店內刮起狂風驟雨。在經歷了這些后，所選中的那隻魔杖將可供于遊客購買。

### 活米村

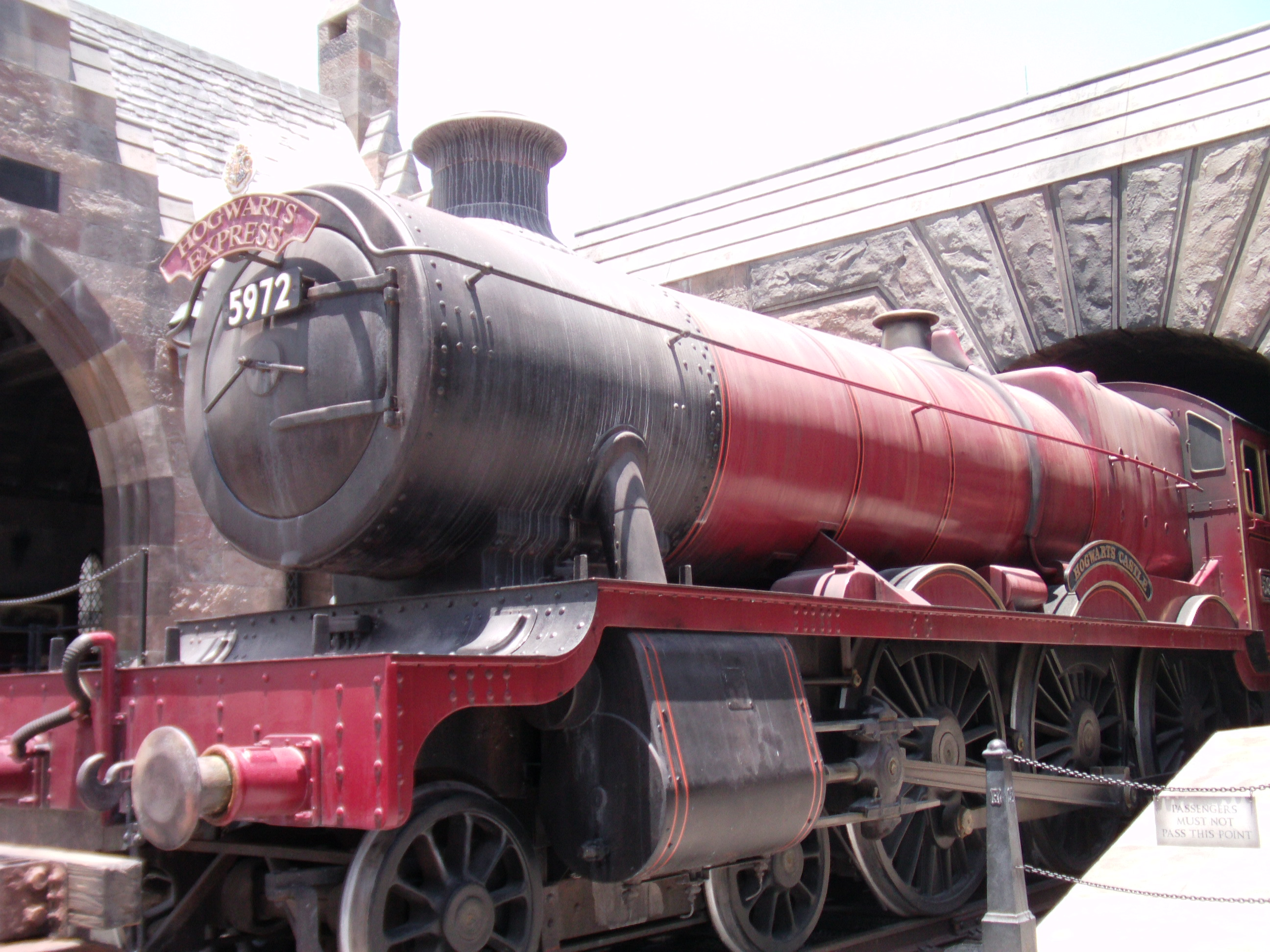
遊客進入活米村時會看到的霍格沃茲特快列車火車頭的複製品

在活米村的入口有一個霍格華茲特快列車火車頭的複製品。這個複製火車頭以“滾滾蒸汽與極具識別性的鳴笛”以及車上的售票員為標誌。在哈利波特系列書籍中，霍格沃茲特快列車是用於將學生從倫敦運輸到霍格沃茲的。“貓頭鷹郵局”是一個正常運營的郵局，從該郵局寄出的明信片和信件將會被蓋上真的活米村郵戳。該郵局也販賣信紙、書寫工具、郵票以及貓頭鷹周邊禮物。

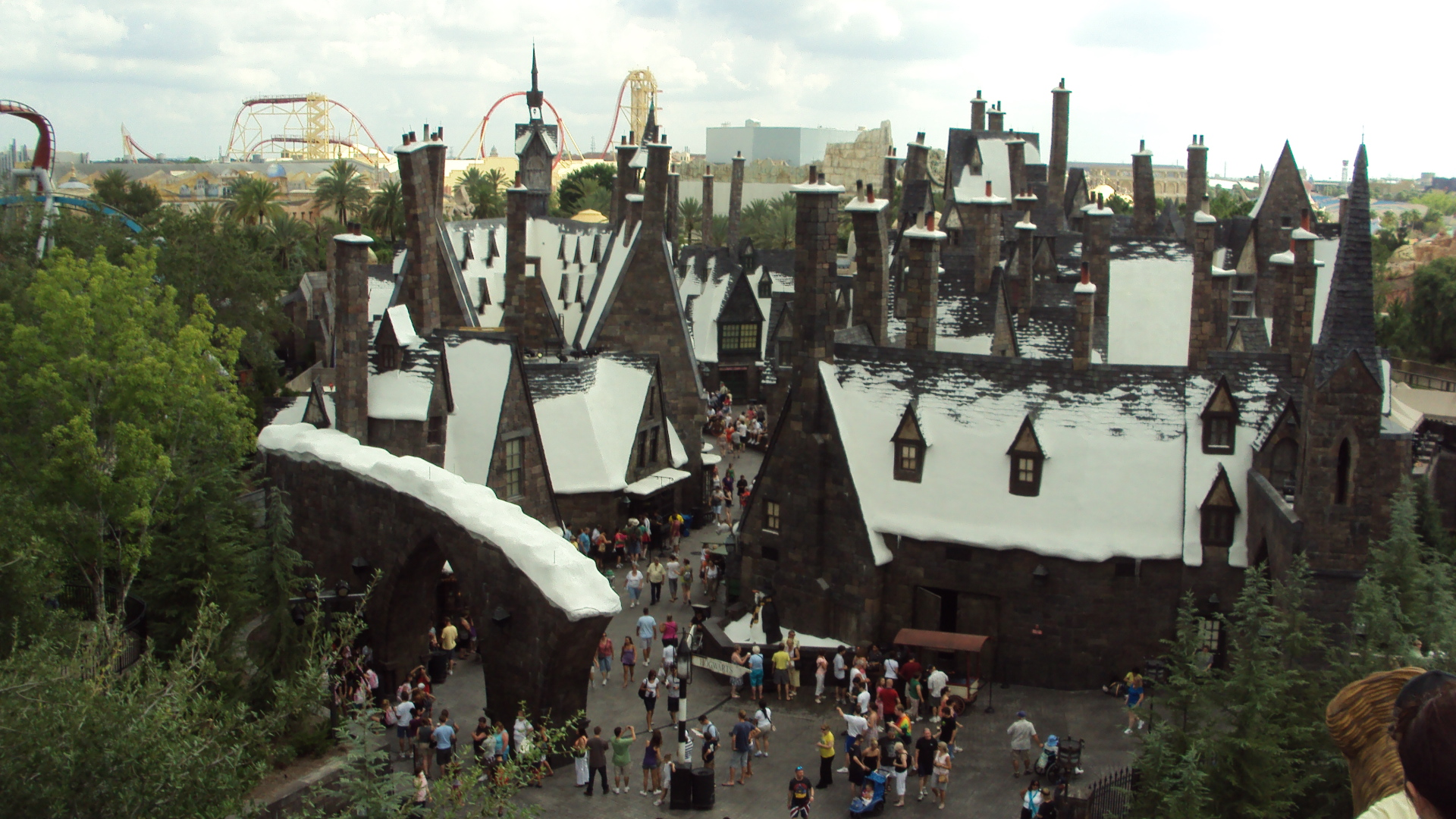
鷹頭馬身獸飛行上所看到的活米村

“三把掃帚酒吧”，哈利波特系列書籍的旅店及酒吧，將會為遊客提供食物及飲料，包括在《哈利波特與密室》中出現的黃油啤酒、南瓜汁、草莓花生醬冰淇淋、巧克力鍋型蛋糕以及另附一份單獨菜單包括各種傳統英國食物，例如肉餡土豆餡餅、魚薯等。該酒吧以書中所出現的許多隱藏生物為特色，包括家養小精靈、在屋頂處遊走的鬼魂等。遊客可以在酒吧里買到黃油啤酒，並可以購買用于乘啤酒的紀念馬克杯。店裡所出售的黃油啤酒是不含酒精的，有常溫和冰鎮兩種口味，位於活米村的前段，是直接從黃油啤酒車上新鮮接來即可飲用的。與其相似，書中所出現的“豬頭酒吧”同樣也是個酒吧性質的店面，由阿不福思·鄧布利多所有。“蜂蜜公爵糖果店”是以書中的“蜂蜜公爵糖果店”為原型所建立的。書中所出現的許多糖果都在店中有賣，包括巧克力蛙、酸味爆爆糖、爆炸夾心軟糖、鍋型蛋糕、蜜糖軟糖、滋滋蜜蜂糖、胡椒鬼以及比比多味豆。
遊客可以在以下兩個活米村的禮品商店里購買各式各樣的哈利波特系列產品。“德維與班吉商店”以書中的“德維與班吉商店”為原型，店內販賣各種魔法物品以及魁地奇裝備、霍格沃茲校服及其他產品。另一個商店名叫“費爾奇沒收來的物品商店”，該店以霍格沃茲看門人阿格斯•費爾奇命名，店內販賣各種禮品及紀念品、哈利波特系列中所出現的各種小道具及其他玩具。該店位於“哈利波特與禁忌之旅”的出口處，遊客可以在此處獲得他們在乘坐列車時所拍攝的照片。

### 斜角巷

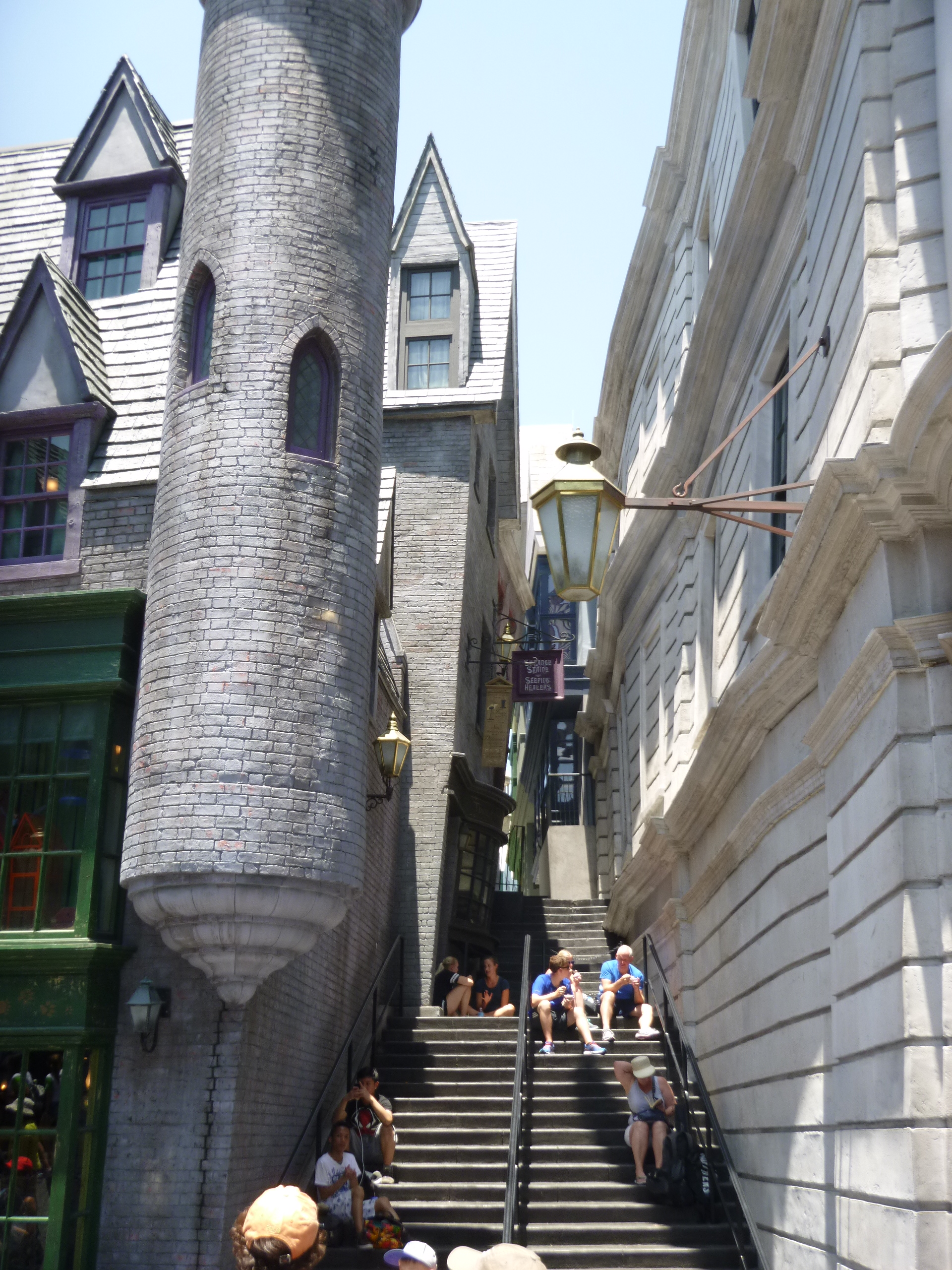
神奇動物展與古靈閣銀行間的階梯

對角巷里的現場表演不僅有在倫敦海濱的騎士巴士互動秀、講述《詩翁彼豆故事集》中“好運泉”和“三兄弟的故事”的木偶秀、還有由莫莉·韋斯萊來在《哈利波特與密室》中曾提到過得瑟莉堤娜·华蓓和蘇克西和女妖樂隊所帶來的精彩現場表演。
在“古靈閣金錢交易所”內，遊客可將他們的美元換成巫師銀行的錢幣。對角巷內有許多著名景點，像“破釜酒吧”、“跳跳釜”以及以黃油啤酒口味著稱的“弗洛林冷飲店”等。“好運泉”也是一個酒吧。在“奧利凡德魔杖店”內，遊客可以買到與你心靈感應的魔杖，這也使得對角巷更為充滿魔力。除此之外，還有很多別的商店，例如“魁地奇精品專賣店”、“韋斯萊的笑話惡搞商店”、“巫師寵物店”、“摩金夫人的長袍店”、“自以為是魔法用品店”等。“博金和博客”則是只在翻倒巷內有開設。

## 遊客接待
哈利波特的魔法世界深受哈利波特粉丝们的欢迎。Wired杂志的马特•布鲁姆说道：“魔法世界里的每一个细节都是精工细雕建造出来的，将给游客们带来美妙的游玩体验。”一篇《奧蘭多哨報》的文章曾報道稱“麻瓜們將愛上這次哈利波特的歷險”但同時也指出該園區應為遊客提供快速公路通道以免發生遊客滯留事件。文章還讚賞到“哈利波特與禁忌之旅”絕對是一次獨一無二、無法用言語進行描繪的奇幻旅程。來自《太陽報》的麗薩•米諾說道：“在快速遊覽過一遍之後，我可以確信這是將J.K.羅琳哈利波特系列書籍及電影還原完成的最好的一處景點，來到這裡哈迷們肯定會感覺仿佛置身于天堂之中”。來自《媽媽旅行》的利•考德威爾寫道即使哈利波特的魔法世界對於全家旅行而言是再合適不過的完美之選，但該樂園并不適合三歲以下的兒童進行遊玩。接著，她也對他人就“哈利波特的魔法世界對於哈利波特系列書籍和電影的粉絲而言無疑是最為理想也最為嚮往的夢中天堂”的觀點表示讚同。前倫敦市長鲍里斯·约翰逊批判該遊樂園選擇建在了奧蘭多而不是倫敦，并說道主導者肯定是瘋了才會將這大英帝國的偉大創作放到美國去為美國賺錢。

## 遊樂設施

#### 哈利波特禁忌之旅
哈利波特禁忌之旅（英語：Harry Potter and the Forbidden Journey）以霍格華茲城堡為背景，遊客可坐在該設施的列車穿越城堡內部，可親身體驗霍格華茲的風采。裡面除了有各種小說內曾提及的擺設外，還可以見到鄧不利多、哈利、榮恩和妙麗等人。
遊客可以在機動遊戲設施內的旅程中，在霍格華茲城堡內參觀鄧不利多的辦公室、黑魔法防禦術教室、葛萊分多交誼廳...等。

#### 龍的挑戰
龍的挑戰（英語：Dragon Challenge）是根據「三巫鬥法大賽」而設計的遊樂設施。該遊樂設施於多年前就經已存在，其原名為雙龍對決（Dueling Dragon），有著代表葛來分多學院的紅龍雲霄飛車，以及代表史萊哲林學院的藍龍雲霄飛車供遊客選擇。2019年6月13日，一個過山車—海格的魔法生物摩托車冒險之旅對外開放，以取代龍的挑戰。

#### 鷹馬的飛行
鷹馬的飛行（英語：Flight of the Hippogriff）是一列家庭過山車的遊樂設施。鷹馬的飛行位於海格小屋的旁邊，在出發前遊客還可以跟鷹馬作近距離接觸。

## 相關信息
- 哈利波特的魔法世界 (日本環球影城)
- 哈利波特的魔法世界（好萊塢環球影城）
- 哈利波特的魔法世界（北京環球影城）
- 華納兄弟倫敦工作室

## 外部連結
- 官方网站
- The Wizarding World of Harry Potter at Universal Orlando Resort